# Pianezze
Pianezze es un municipio italiano situado en la provincia de Vicenza, en el Véneto. Tiene una población estimada, a fines de 2024, de 2203 habitantes.

## Demografía
| Gráfica de evolución demográfica de Pianezze entre 1861 y 2024 |
|                                                                |
| fuente: ISTAT - Elaboración gráfica de Wikipedia               |